# Макиони (Латина)
Макиони је насеље у Италији у округу Латина, региону Лацио.
Према процени из 2011. у насељу је живело 91 становника. Насеље се налази на надморској висини од 13 м.